# Кемп, Фридхельм
Фридхельм Кемп (нем.  Friedhelm Kemp; 11 декабря 1914, Кёльн — 3 марта 2011, Мюнхен) — немецкий филолог, специалист по романской филологии, поэт, переводчик и теоретик перевода.

## Биография
Автор трудов по европейской литературе барокко, романтизма и модернизма. В его переводах были изданы сочинения М. Сэва, Бодлера, Пеги, Клоделя, Валери, Пьера Жана Жува, Симоны Вейль, Сен-Жон Перса, Анри Мишо, Арагона, Полана, Луи-Рене Дефоре, Бонфуа, Жакоте. Под его редакцией публиковались сочинения Клеменса Брентано и Эльзы Ласкер-Шюлер.

## Избранные труды
- Baudelaire und das Christentum (1939)
- Deutsche geistliche Dichtung aus tausend Jahren (1958)
- Die Kunst stets heiter zu sein. Brevier der Lebensweisheit (1959)
- Deutsche Liebesdichtung aus achthundert Jahren (1960)
- Jean Paul. Werk, Leben, Wirkung (1963, в соавторстве)
- Dichtung als Sprache. Wandlungen der modernen Poesie (1965)
- Kunst und Vergnügen des Übersetzens (1965)
- Prokop von Templin. Ein süddeutscher Barockprediger (1987)
- «… das Ohr, das spricht». Spaziergänge eines Lesers und Übersetzers (1989)
- Das europäische Sonett (2002)
- Einmal für immer. Gedichte (2004, стихотворения)
- «Gen Unverklungen». Der eine Dichter, das eine Gedicht — gestern und heute (2006, стихотворения)

### Публикации на русском языке
- Одна Книга

## Признание
Член Мюнхенской академии изящных искусств. Лауреат литературной премии Йозефа Брейтбаха (1998), поэтической премии Хорста Бинека (2007).